# Izabela Sosnowska
Izabela Sosnowska (ur. 18 września 1992) – polska lekkoatletka, sprinterka.
Złota medalistka mistrzostw Polski seniorów (2012) w sztafecie 4 × 400 metrów.